# Umberto Lenzi

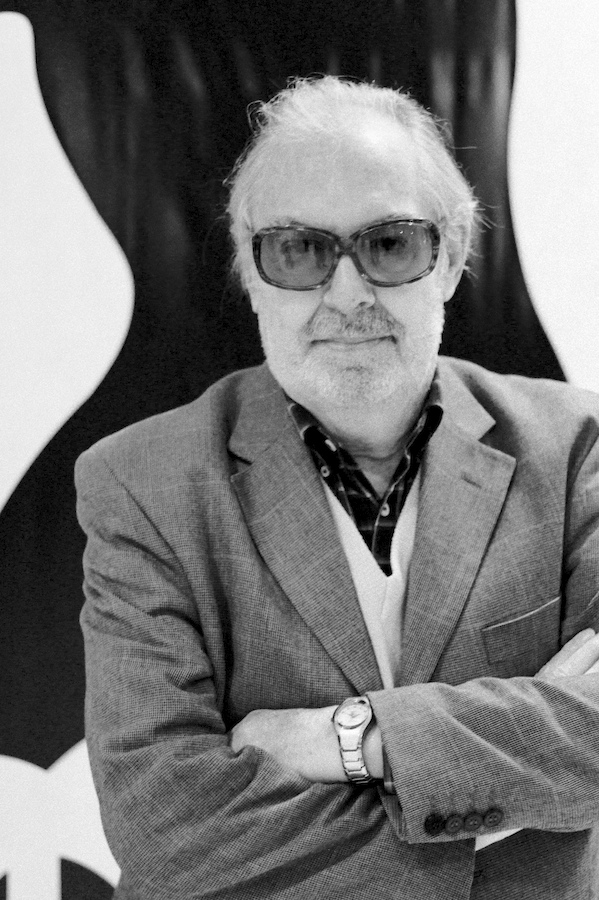
Umberto Lenzi 2008.

Umberto Lenzi, alternativnamn Humphrey Humbert, Humphrey Mileston, Hank Milestone och Bob Collins, född 6 augusti 1931 i Massa Marittima i Grosseto i Toscana, död 19 oktober 2017 i Rom, var en italiensk producent och regissör av mestadels exploateringsfilm. Under nästan 35 år regisserade han inte mindre än 64 biofilmer, och regidebuten kom 1958 med Mia Italida stin Ellada (An American in Greece), men det är för sina gialli, skräckfilmer (gärna med kannibaler) och Poliziottesco (italienska kriminalfilmer, varav sex med Tomas Milian) från främst 1970- och 80-talen som han är känd. Han har bland annat regisserat Orgasmo (1969), Seven Blood-Stained Orchids (1971), Gang War in Milan (1973), Spasmo och Almost Human (1974 film) (1974), The Tough Ones (1976 film) (1976), Brothers Till We Die (1978), Nightmare City och Eaten Alive! (1980), bägge med Janet Ågren från Landskrona, och Dèmoni 3 (Black Demons) (1991).

## Filmografi

### Regi
- Le Avventure di Mary Read (1961)
- Caterina di Russia (1962)
- Duello nella sila (1962)
- Il trionfo de Robin Hood (1962)
- L'invincibile cavaliere mascherato (1963)
- Zorro contro Maciste (1963)
- Sandokan - den blodiga hämnden (1963)
- Sandok, il maciste della giungla (1964)
- Tre sergeanter (1964)
- Blodig vedergällning (1964)
- La montagna di luce (1965)
- Superseven chiama Cairo (1965)
- L' Ultimo gladiatore (1965)
- Vår man i Kairo - operation utrotning (1965)
- Kriminal (1966)
- Le Spie amano i fiori (1966)
- 1.000 000 dollar för sju mord (1966)
- Ökenrävarna (1967)
- Tutto per tutto (1968)
- Paranoia (1968)
- Hämnaren från Tucson (1968)
- La legione dei dannati (1969)
- Paranoia (1969)
- Möte i skräckens hus (1969)
- Un posto ideale per uccidere (1971)
- Sette orchidee macchiate di rosso (1971)
- Mannen som kom från floden (1972)
- Milano rovente (1973)
- Milano odia: la polizia non può sparare (1974)
- Spasmo (1974)
- GATTI ROSSI IN UN LABIRINTO DI VETRO (1975)
- Manhunt in the city (1975)
- One Just Man (1975)
- ROMA A MANO ARMATA (1976)
- Napoli violenta (1976)
- The Cynic, the Rat & the Fist (1977)
- Ökenråttornas revansch (1978)
- Från helvete till seger (1978)
- La Banda del gobbo (1978)
- Desert commando (1979)
- Scusi, lei e normale (1979)
- Nightmare City (1980)
- Omänsklig fasa (1980)
- Cannibal Ferox (1980)
- Ironmaster (1982)
- The Daughter of the Jungle (1982)
- The Wild Team (1985)
- War Time (1986)
- Bridge to Hell (1986)
- Nightmare Beach (1990)
- Black Demons (1991)
- Alla ricerca dello scorpione d'oro (1991)

### Producent
- Caterina di Russia (1962)
- Zorro contro Maciste (1963)
- Sandokan - den blodiga hämnden (1963)
- Ökenrävarna (1967)
- Sette orchidee macchiate di rosso (1971)
- Ökenråttornas revansch (1978)
- Bridge to Hell (1986)
- Uppdraget (1987)